# Parafia św. Maksymiliana Marii Kolbego w Mokrzeszu
Parafia św. Maksymiliana Marii Kolbego w Mokrzeszu – parafia rzymskokatolicka, znajdująca się w archidiecezji częstochowskiej, w dekanacie Olsztyn, erygowana w 1988 roku.